# 俄罗斯承认阿富汗伊斯兰酋长国
2025年7月3日，俄罗斯成为全球首个正式承认阿富汗伊斯蘭酋長國（即塔利班政权）的国家。

## 背景沿革
联合国安全理事会于2003年将塔利班认定为恐怖组织，俄罗斯随后亦将其列入名单。2021年塔利班掌权后，俄方开始与其接触合作，塔利班成员多次访俄、参与官方会谈。2024年末，普京总统与俄罗斯法院决定将塔利班移出俄方认定的恐怖组织列表，此举在俄司法实践中尚无先例。2025年3月，俄法院进一步暂停对塔利班在俄活动的禁令。普京总统公开称塔利班为反恐斗争中的"盟友"。  

## 承认塔利班政权合法性
2025年7月1日，阿富汗新任驻俄大使履职；7月3日，俄罗斯正式承认塔利班政权，开创国际社会首例.。俄驻阿大使德米特里·日尔诺夫会见阿富汗代理外长阿米爾·汗·穆塔基，转达俄政府承认决定。日尔诺夫强调：  
这一决定彰显俄罗斯与阿富汗建立全面伙伴关系的诚意。百年前我国亦是全球首个承认阿富汗独立的国家，此乃俄阿人民友谊的延续。 
此后，阿富汗驻俄使馆升起塔利班旗帜，係塔利班接管政权以来其旗帜首次在外国使领馆正式悬挂。 。俄外交部副部长安德烈·鲁坚科亦接受了新任阿富汗驻俄大使古尔·哈桑递交的国书，并称俄方期待与塔利班合作获得「新动力」 。